# Takashi Saitō
Takashi Saitō (齋藤隆, Saitō Takashi) est un amiral japonais né le 11 février 1948 à Yokosuka, dans la préfecture de Kanagawa. Il devient chef d'État-Major des armées des Forces japonaises d'autodéfense le 4 août 2006, en remplacement du général Hajime Massaki. Il est remplacé à ce poste le 24 mars 2009 par le général Ryōichi Oriki.

## Biographie

### Enfance et éducation
Takashi Saitō a terminé ses études secondaires au lycée de la préfecture de Kanagawa Yokosuka (en) avant d'être diplômé de la 14e promotion de l'Académie de défense nationale du Japon en 1970. L'année suivante, il obtient son diplôme au sein de l'école des officiers de Marine de la Force maritime d'autodéfense japonaise.